# NGC 4070
NGC 4070 là tên của một thiên hà elip nằm trong chòm sao Hậu Phát. Khoảng cách của nó với Trái Đất của chúng ta là khoảng xấp xỉ 340 triệu năm ánh sáng. Vào ngày 27 tháng 4 năm 1785, nhà thiên văn học người Anh gốc Đức William Herschel đã phát hiện ra thiên hà này. Sau đó, nhà thiên văn học người Anh John Herschel lại phát hiện lại thiên hà này vào ngày 29 tháng 4 năm 1832 và biên mục nó là NGC 4059. Thiên hà này là thiên hà thành viên của nhóm thiên hà NGC 4065.
Bên cạnh đó, thiên hà này được phân loại là một thiên hà LINER, tức là thiên hà có vùng phát xạ hạt nhân ion hóa thấp.

## Đặc tính
Những hình ảnh chụp xa hơn của thiên hà này bằng các thiết bị CAFOS tại đài thiên văn Calar Alto cho thấy rằng hình thái học của NGC 4070 không phải là một hình cầu hay hình elip hoàn hảo mà nó bị trệch đi. Điều này nghĩa là nó đã chịu một sự tương tác gần đây, có thể là với thiên hà 2MASX J12040831+2023280 hoặc với một nhóm vật chất nào đó. Ngoài ra, giữa nó và thiên hà elip lân cận NGC 4066 có một cầu nối vật chất lớn, phát sáng mờ nhạt. Hai thiên hà này cách nhau 370000 năm ánh sáng.
Ngoài ra có một siêu tân tinh loại Ia tên là SN 2005bl được phát hiện vào ngày 14 tháng 4 năm 2005.

## Dữ liệu hiện tại
Theo như quan sát đây là thiên hà nằm trong chòm sao Hậu Phát và dưới đây là một số dữ liệu khác:
Xích kinh 12h 04m 11.3s
Độ nghiêng 20° 24′ 35″
Giá trị dịch chuyển đỏ 0.024060
Vận tốc xuyên tâm 7213 km/s
Cấp sao biểu kiến 14.14
Kích thước biểu kiến 1.0 x 1.0
Loại thiên hà E